# Синчівка бура

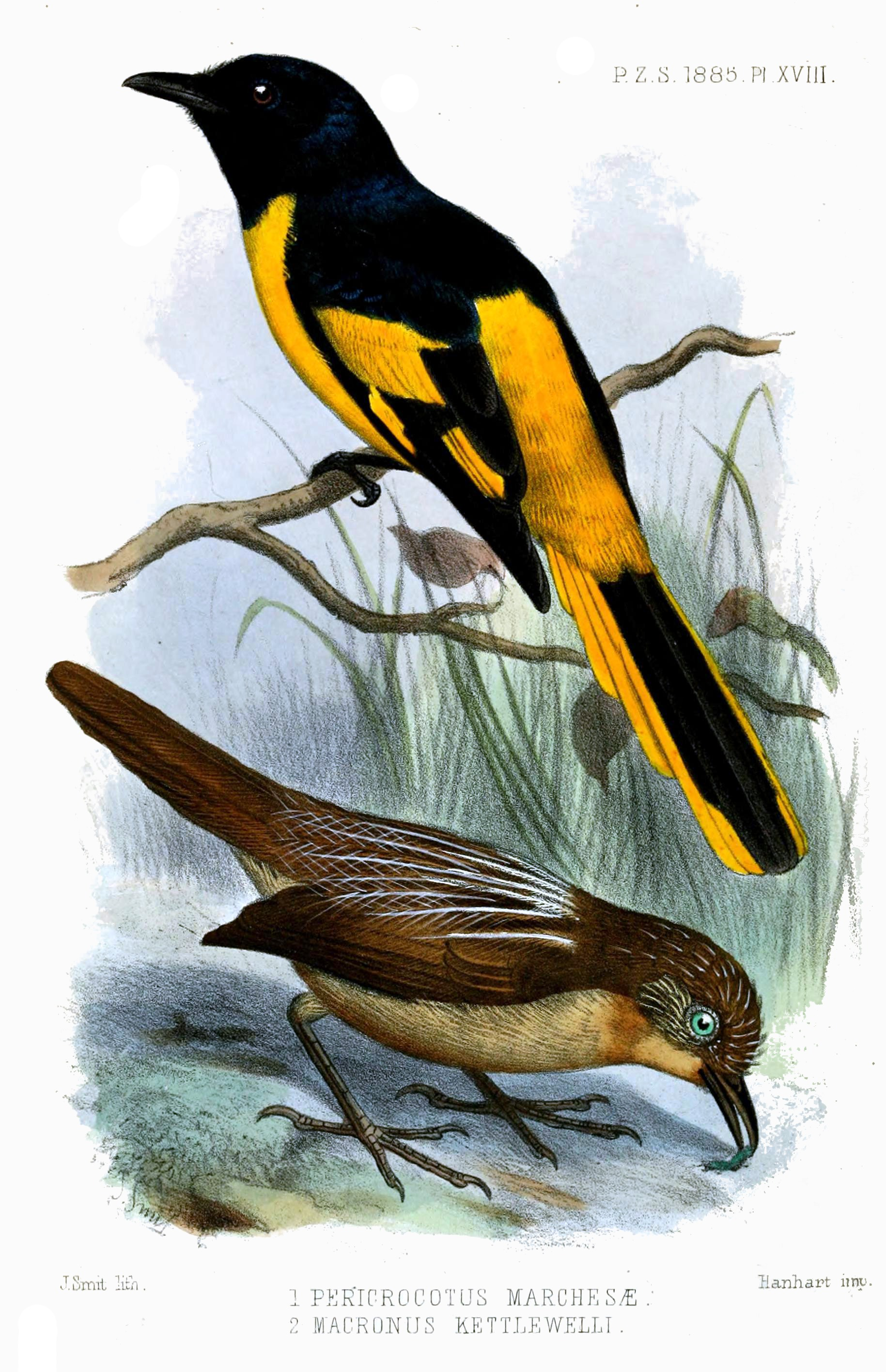
Пломенистий личинкоїд (зверху) і бура синчівка (знизу)

Синчі́вка бура (Macronus striaticeps) — вид горобцеподібних птахів родини тимелієвих (Timaliidae). Ендемік Філіппін.

## Підвиди
Виділяють чотири підвиди:
- M. s. mindanensis Steere, 1890 — острови Самар, Лейте, Бохоль і Мінданао;
- M. s. alcasidi duPont & Rabor, 1973 — острови Дінагат і Сіаргао[en];
- M. s. striaticeps Sharpe, 1877 — острів Басілан;
- M. s. kettlewelli Guillemard, 1885 — архіпелаг Сулу.

## Поширення і екологія
Бурі синчівки живуть у вологих рівнинних і гірських тропічних лісах, в чагарникових заростях, на узліссях і галявинах. Зустрічаються на висоті від 100 до 1770 м над рівнем моря. Живляться переважно дрібними безхребетними. Інод приєднуються до змішаних зграй птахів. Сезон розмноження триває з березня по липень. Гніздо кулеподібне, робиться з трви і листя. В кладці 2-3 яйця.